# Facile preda
Facile preda (Fair Game) è un film del 1995 diretto da Andrew Sipes, con William Baldwin e Cindy Crawford.
Il soggetto deriva dal romanzo Bersaglio facile (A Running Duck / Fair Game) di Paula Gosling, che nel 1986 aveva già ispirato il film Cobra con Sylvester Stallone e Brigitte Nielsen. Stallone, tra l'altro, avrebbe dovuto essere protagonista anche di questo film, ma poi rinunciò.

## Trama
Kathryn "Kate" McQuean è un avvocato di Miami che, nel corso di una procedura di divorzio, tenta di acquisire per una sua cliente un mercantile di 157 piedi attraccato al largo della costa della Florida al posto di alimenti non pagati.
Il mercantile, di proprietà del criminale Emilio Juantorena, è l'attuale base operativa di Ilya Pavel Kazak, un ex agente del KGB che è diventato un esperto internazionale di riciclaggio di denaro ed è diventato anche il leader di un gruppo di membri ribelli del KGB, tra cui Stefan, Leonide "Hacker" Volkov, Navigator, Rosa e Zhukov.
Quando Kate viene colpita involontariamente da un proiettile vagante, il detective di Miami Max Kirkpatrick viene assegnato al caso. Quindi viene fatto un riassunto sulla vita di Kate da Kazak, che - dopo aver ucciso Juantorena - riunisce la sua squadra per rintracciare e uccidere Kate; Max diventa quindi la sua guardia del corpo, dopo che la sua ex fidanzata Rita gli ha gettato per strada tutti i suoi effetti personali che aveva ancora in casa.
Kate, Max e due dei suoi colleghi alloggiano in un hotel. Ordinano la pizza ma Volkov traccia l'ordine: manda Rosa e due scagnozzi, che si infiltrano nell'hotel e uccidono i colleghi di Max. Max riesce a uccidere l'intera squadra tranne Rosa, e poi lui e Kate scappano dall'edificio. Dopo che Max ha contattato il suo superiore, il tenente Meyerson, gli agenti dell'FBI vengono inviati per scortarli. Gli "agenti" si rivelano invece essere degli scagnozzi di Kazak, che uccidono il partner e amico di lunga data di Max, il detective Louis Aragon, durante il trasporto della testimone. Dopo aver ucciso alcuni degli uomini di Kazak, Max e Kate viaggiano in Florida, cercando di evitare Kazak e scoprire perché vuole che la ragazza sia morta.
Tuttavia, la loro jeep si rompe su un'autostrada senza pedaggio e così decidono di chiamare un carro attrezzi per venire a prenderli. Volkov e Stefan si precipitano sul luogo per ucciderli, mentre Kazak si divide da loro per andare a trattare con la cugina di Max, che ha fornito loro informazioni su Kazak e le sue attività passate a Cuba: spacciandosi per un agente federale, si presenta al laboratorio dove lavora e la uccide. Kate e Max sono costretti a scappare con il carro attrezzi mentre la loro jeep è ancora agganciata. Dopo un lungo inseguimento e uno scontro a fuoco, Kate calpesta intensamente i freni mentre Max è alla guida del camion, dopodiché sganciano la loro auto e questa si va schiantare contro il SUV di Volkov e Stefan, uccidendoli entrambi.
Dopo un ulteriore tentativo di fuga su un treno merci, dove fra l'altro si accende la passione fra Max e Kate, gli uomini di Kazak riescono a rapire la ragazza e la  portano sul mercantile mentre Rosa e Zhukov sono stati mandati a uccidere Max. Accidentalmente, però, i due mercenari uccidono Navigator mentre in quel momento arriva Max, che spara a entrambi. Rosa, tuttavia, ha un giubbotto antiproiettile e Max la uccide solo dopo un lungo combattimento corpo a corpo, accoltellandola nella pancia. Max quindi si imbarca sul mercantile nel tentativo di salvare Kate. Dopo aver ucciso alcuni scagnozzi, l'uomo viene catturato e portato sul pontile da Kazak, dove c'è anche Kate, il quale spiega a entrambi la situazione: finito il discorso, il colonnello ordina l'uccisione di Max e Kate ma l'uomo si libera e uccide i restanti uomini di Kazak. A questo punto Max libera Kate e subito dopo ha un combattimento fino all'ultimo colpo con Razak: finita la colluttazione, Max e Kate fanno saltare in aria il mercantile, uccidendo Kazak. Saltano giù dalla barca appena in tempo per vederla esplodere e affondare. Salgono a bordo del motoscafo che Max ha usato per raggiungere il mercantile e, in tutto ciò, iniziano a baciarsi appassionatamente mentre il sole tramonta, allontanandosi insieme dal luogo di pericolo.